# Pac-Man All-Stars
Pac-Man All-Stars est un jeu vidéo d'action développé par Creature Labs et édité par Infogrames, sorti en 2002 sur Windows.

## Accueil
- IGN : 6,4/10[1]
- PC Gamer : 68 %[2]